# 343440 Magnier
343440 Magnier è un asteroide della fascia principale. Scoperto nel 2010, presenta un'orbita caratterizzata da un semiasse maggiore pari a 2,5996194 au e da un'eccentricità di 0,1096195, inclinata di 9,30708° rispetto all'eclittica.